# 장안락
《장안락》(중국어 간체자: 长安诺, 정체자: 長安諾, 병음: Cháng ān nuò 창안뤄[*],  The Promise of Chang'an)은 2020년 방송되었던 중국의 드라마이다.